# Universidad Católica del Norte
La Universidad Católica del Norte (UCN) es una institución de educación superior chilena privada, perteneciente a la Iglesia católica. Fundada el 31 de mayo de 1956, inició sus actividades el 25 de marzo de 1957 y fue reconocida por el Estado mediante una ley de 4 de febrero de 1964. Es miembro del Consejo de Rectores de las Universidades Chilenas, siendo una de las seis universidades católicas que lo integran; además forma parte de la Red Universitaria G9 y la Agrupación de Universidades Regionales de Chile.
Es la octava universidad más antigua de la República de Chile, y la tercera universidad católica creada en el país.
Su casa central se encuentra ubicada en la ciudad de Antofagasta, cuenta con un campus en la ciudad de Coquimbo, con dependencias en San Pedro de Atacama y, además, de varias otras instalaciones a lo largo del norte chileno.
Actualmente se encuentra acreditada por la Comisión Nacional de Acreditación (CNA-Chile) por un período de 6 años (de un máximo de 7), desde noviembre de 2022 hasta noviembre de 2028.Figura en la posición 23 dentro de las universidades chilenas según la clasificación webométrica SCImago Institutions Rankings (SIR) 2024.Está en la posición 9 según el ranking de Webometrics 2024. Está en la posición 13-20 a nivel nacional en el QS Rankings 2024.Está en la posición 17-28 a nivel nacional en el ranking Times Higher Education 2024.

## Historia y objetivos

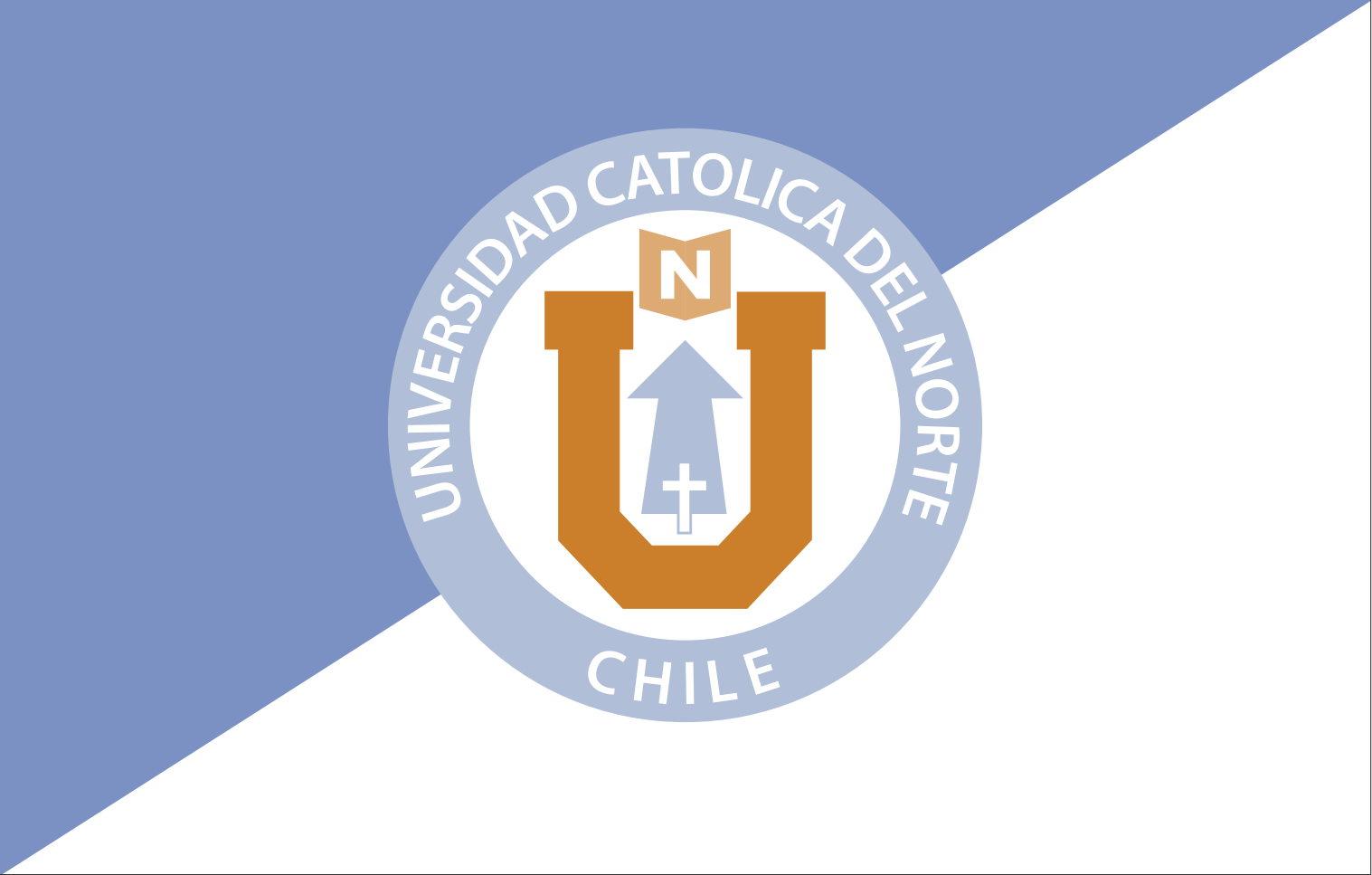
Bandera de la UCN.

La Universidad Católica del Norte (hasta 1990, Universidad del Norte) fue fundada el 31 de mayo de 1956 por la Compañía de Jesús, gracias a una asignación testamentaria de Berta González Moreno, viuda de Astorga, como Escuela de Pedagogía e Ingeniería bajo el alero de la entonces Universidad Católica de Valparaíso.
Inició sus clases el 25 de marzo de 1957 contando con una matrícula de 100 estudiantes y 20 profesores. Su autonomía como universidad fue reconocida por el Estado el 4 de febrero de 1964, por la Ley n.º 15.561, pasando a integrar el Consejo de Rectores de las Universidades Chilenas, como la octava universidad creada en Chile y la tercera universidad católica del país.
Desde su fundación ha sido una institución de significativa gravitación en la vida científica, académica y cultural del norte chileno liderando iniciativas de desarrollo, incrementando y diversificando su quehacer, a través de la formación de profesionales y científicos, desenvolviéndose con éxito en los ámbitos de investigación, en su misión de agente cultural y en su rol de formadora de recursos humanos, siempre atenta a las demandas de carácter académico requeridos por su entorno social.
Esta institución tiene por misión entregar una formación integral a sus estudiantes, con el fin de distinguirlos como personas idóneas en lo profesional, íntegras en lo moral, plenas en lo espiritual tanto como solidarias en lo social e identifica su quehacer con el hombre y el entorno geográfico en donde se sitúa, siendo protagonista de la historia del norte, de su cultura, de la formación de recursos humanos y de la producción científico-tecnológica ligada al desarrollo regional y nacional, es así como actualmente, cuenta con una matrícula de más de 10 mil estudiantes y en los últimos años ha hecho esfuerzos importantes por materializar una variada oferta de Programas de Postgrado, Magíster y Doctorados, en las diversas áreas del conocimiento.

## Gobierno
La Universidad Católica del Norte es una corporación de derecho público, institución de educación superior chilena, continuadora legal de la "Universidad del Norte", declarada constituida por la Ley N.º 15.561 de 1964, y una universidad católica aprobada por la Santa Sede, a través del Arzobispo de Antofagasta. En consecuencia, el estatuto jurídico de la Universidad Católica del Norte está conformado, por una parte, por la constitución apostólica Ex Corde Ecclesiae, el Código de Derecho Canónico, y la demás normativa eclesial universal y particular y, por otra, por la Constitución Política de la República de Chile y demás normas legales chilenas aplicables a las universidades reconocidas por el Estado; además, como corporación posee unos estatutos propios, modificados por última vez el año 2011, y aprobados por la Congregatio de Institutione Catholica (de Seminariis atque Studiorum Institutis).
La comunidad de la Universidad Católica del Norte, está integrada por sus autoridades, sus académicos, el personal de apoyo a la academia y los estudiantes; son miembros académicos de la Universidad los profesores jerarquizados —profesores titulares, asociados, asistentes e instructores— y los académicos adscritos a categorías especiales que ejercen las funciones de docencia, investigación o extensión propias de una universidad; son estudiantes aquellos que se incorporan a la universidad a través del sistema regular de admisión —actualmente la Prueba de Selección Universitaria— para obtener un título profesional o el grado académico de licenciado, los que ingresen vía admisión especial, y aquellos que ingresan a realizar estudios de postgrado; y el personal de apoyo a la academia, está constituido por el personal profesional, administrativo y de servicios que conforme a las funciones de cada cual, contribuye a la mejor realización de la labor académica.
Las autoridades de la Universidad Católica del Norte son de dos tipos, unipersonales y colegiadas. Las autoridades unipersonales son el gran canciller, el rector, los vicerrectores y el secretario general, y las colegiadas son el consejo superior, el consejo de asuntos económicos y el senado universitario.

### Autoridades unipersonales
El Gran Canciller tiene la alta tuición de la universidad y es su vínculo directo e inmediato con las autoridades de la Iglesia católica, en especial con la Santa Sede. Su función primordial es velar para que la universidad responda a su identidad católica en cuanto institución de educación superior. El Arzobispo de la Arquidiócesis de Antofagasta es, por derecho propio, el gran canciller de la Universidad Católica del Norte. Actualmente Monseñor Ignacio Ducasse Medina es su Gran Canciller, quien reemplazó a Pablo Lizama Riquelme.[cita requerida]
El rector ejerce el gobierno de la universidad y tiene su representación, con las facultades que establecen los estatutos y con las que le otorgue el Consejo Superior en ejercicio de sus atribuciones. Tiene todas las facultades ejecutivas y de administración necesarias para la conducción de la universidad, con las limitaciones que los estatutos establecen. El nombramiento del rector corresponde formalmente al Arzobispo de Antofagasta, previa aprobación de la Santa Sede, y es elegido por un colegio electoral por un periodo de cuatro, con posibilidad de ser reelegido.
Normalmente el rector ejerce sus funciones a través de los Vicerrectores —Académico, de Investigación y Desarrollo Tecnológico, de Asuntos Económicos y Administrativo, y de Sede Coquimbo—, nombrados por el gran canciller previa propuesta suya, y cuya permanencia en los cargos se mantiene mientras cuenten con la confianza del rector y, en todo caso, cesan con la designación de uno nuevo. Por su parte, el secretario general es el ministro de fe de la universidad y en especial de los órganos colegiados de esta.

#### Rectores
Son catorce los rectores que han dirigido la Universidad Católica del Norte durante su historia; los primeros fueron nombrados como Directores, hasta la autonomía de la universidad en 1964.
Durante la dictadura militar se designaron, por la Junta Militar de Gobierno, cuatro «Rectores-Delegados», de conformidad al decreto ley 50 del 2 de octubre de 1973.
| Nombre                                         | Cargo           | Período          |
| ---------------------------------------------- | --------------- | ---------------- |
| Gerardo Claps Gallo                            | Director        | 1956-1960        |
| Francisco Dussuel Díaz                         | Director        | 1960-1961        |
| R.P. Carlos Pomar Mardones, S.J.               | Director        | 1961-1962        |
| R.P. Gustavo Arteaga Barros, S.J.              | Director Rector | 1963-1966        |
| R.P. Carlos Aldunate Lyon, S.J.                | Rector          | 1966-1968        |
| R.P. Alfonso Salas Valdés, S.J.                | Rector          | 1969             |
| Miguel Campo Rodríguez                         | Rector          | 1969-1973        |
| Coronel de Ejército (R) Hernán Danyau Quintana | Rector-Delegado | 1973-1977        |
| Coronel de Ejército (R) Jaime Oviedo Cavada    | Rector-Delegado | 1977-1980        |
| Contralmirante (R) Jorge A. Alarcón Johnson    | Rector-Delegado | 1980-1990        |
| Yerko Torrejón Koscina                         | Rector-Delegado | 1990             |
| Juan Music Tomicic                             | Rector          | 1990-2001        |
| Misael Camus Ibacache                          | Rector          | 2001-2013        |
| Jorge Tabilo Álvarez                           | Rector          | 2013-2021        |
| Rodrigo Alda Varas                             | Rector          | 2021-2025        |
| María Hernández Vera                           | Rectora         | 2025-en el cargo |

### Secretarios Generales
Desde 1964, año en que la Ley 15.561 constituye la Universidad del Norte, la existencia del Ministro de fe de los Actos de la Universidad y de los órganos colegiados de ella (especialmente Consejo Superior y Senado Universitario) ha sido ejercido por nueve personas, en el cargo de titulares: Osvaldo Garay Oyarzún (29 de mayo de 1964 a 21 de noviembre de 1964); Jorge Manterola Fighetti (14 de abril de 1966 a 31 de agosto de 1967); Mario Garrido Montt ( 8 de marzo de 1968 a 11 de marzo de 1977); Fernando Montaldo Bustos (14 de noviembre de 1979 a 31 d diciembre de 1980); Luis Camilo de la Maza (23 de marzo de 1981 a 27 de marzo de 1989); Cristian Letelier Aguilar ( 27 de marzo de 1989 a 4 de enero de 1990); Carlos Claussen Calvo (4 de enero de 1990 a 10 de marzo de 1990); Victoria González Stuardo (11 de marzo de 1990 a 31 de agosto de 2014); Fernando Orellana Torres (1 de septiembre de 2014 hasta el presente 2020)

### Autoridades colegiadas
El Consejo Superior es el supremo órgano colegiado, consultivo y deliberativo, que permanentemente asiste al rector en el gobierno de la universidad. Está constituido por: el rector; los vicerrectores; el secretario general; los decanos; el consejero académico nombrado por el gran canciller; el director de la unidad académica de teología designado por el gran canciller; tres profesores que detentan la calidad de titular o asociado, elegidos por los académicos; dos representantes de los estudiantes regulares, elegidos por los mismos estudiantes; y dos representantes del personal de apoyo a la academia, elegidos por el mismo personal.
El Consejo de Asuntos Económicos es un órgano consultivo que asesora al rector en la adquisición, administración y enajenación de los bienes temporales de la universidad. Es presidido por el rector o su representante; al gran canciller corresponde la designación de un miembro, y al Consejo Superior le corresponde la elección de cuatro integrantes.
El Senado Universitario es un órgano colegiado de carácter consultivo que representa a la comunidad universitaria, colaborando en el bien de la Universidad Católica del Norte, a través del análisis de los asuntos sometidos a su consejo. Está conformado por: el rector; los vicerrectores, dos de los cuales tienen derecho a voto; los decanos de Facultad y quienes dirigen las demás unidades académicas dependientes de las vicerrectorías; tres profesores correspondientes a las tres más altas jerarquías; un director de pastoral y cultura cristiana designado por el gran canciller; un director de biblioteca elegido por el rector; un representante elegido por los estudiantes regulares en cada Facultad; un representante de los estudiantes regulares elegido a nivel de las demás unidades académicas dependientes de las vicerrectorías; un representante del personal de apoyo a la academia por sede; y un representante de las fundaciones que preside el rector, elegido por este.

## Organización académica

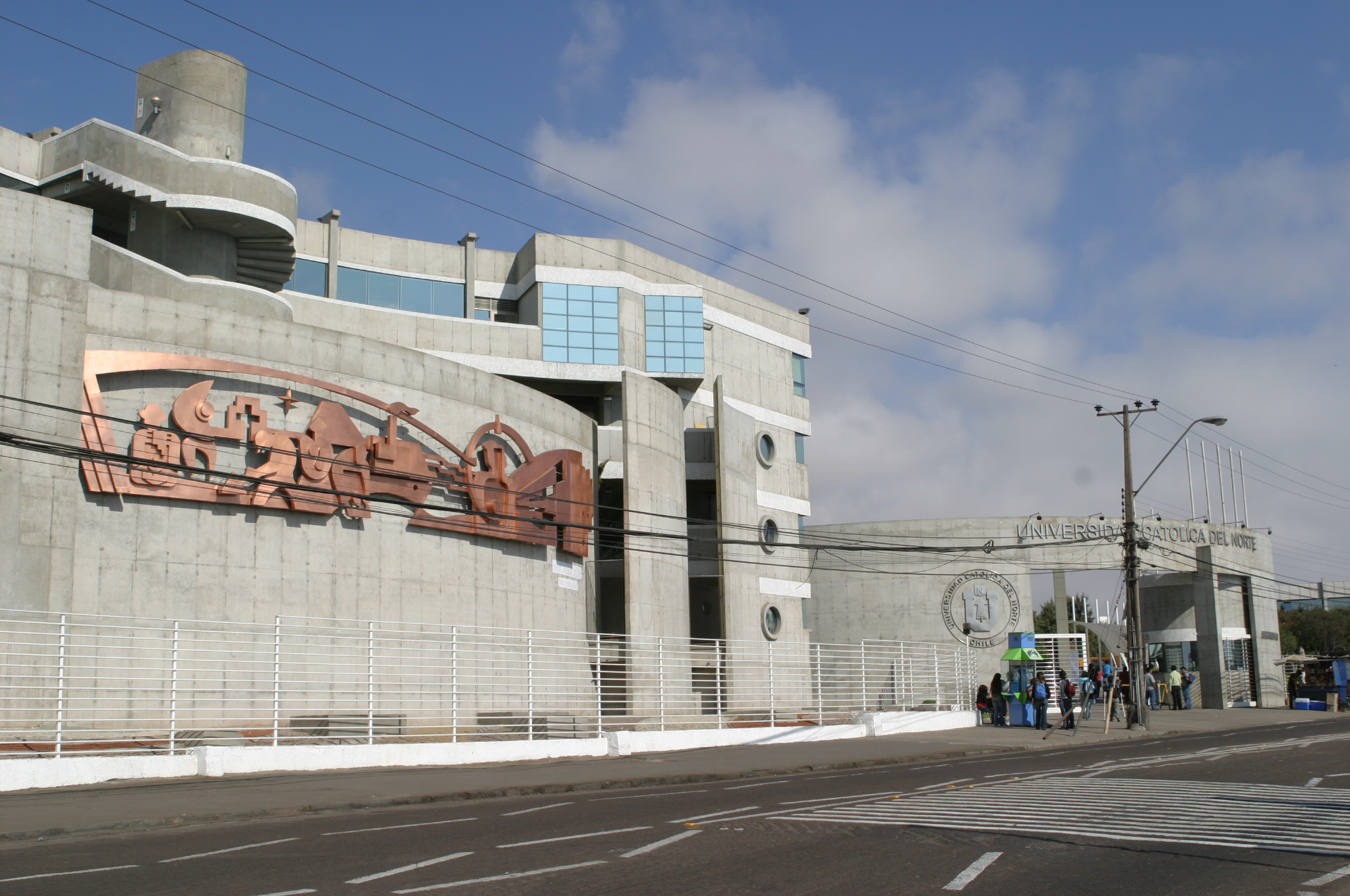
Sede central de la Universidad Católica del Norte.

La Universidad Católica del Norte cuenta con 7 facultades, 20 departamentos, 8 escuelas, 3 institutos, 7 centros dedicados a la investigación y un Parque Científico y Tecnológico, que se encuentran distribuidos en cuatro instalaciones principales:
- Campus Casa Central en Antofagasta
- Campus Guayacán en Coquimbo
- San Pedro de Atacama
- Sierra Vicuña Mackenna, Taltal

El 31 de mayo de 2014, durante el 58.º aniversario de la institución, se anunció la licitación para el mismo año y posterior construcción para 2015 del Campus Angamos Sur en la ciudad de Antofagasta, a continuación de las Ruinas de Huanchaca, considerando la urbanización y la construcción de nueva infraestructura para el área minero metalúrgica.
Otras instalaciones:
- Centro MBA de la facultad de economía y administración, Calama
- Oficinas Santiago (Representación ante el DEMRE y postulaciones)
- Departamento de Clínicas - Facultad de Medicina
  - Al interior del Hospital San Pablo de Coquimbo
  - Frente al Hospital San Juan de Dios de La Serena

Museos:
- Museo Geológico Profesor Humberto Fuenzalida V.
- Museo Arqueológico R.P. Gustavo Le Paige de San Pedro de Atacama
- Museo del Desierto de Atacama, Sector ruinas de Huanchaca (Alianza Enjoy-UCN Bicentenario)

Centros de Formación Técnica:
- Centro de Educación y Capacitación de la Universidad Católica del Norte (Ceduc UCN)
  - Sedes Coquimbo (Casa Central), Antofagasta y Lebu.

### Facultades
- Facultad de Ciencias de Ingeniería y Construcción
- Facultad de Ciencias
- Facultad de Ciencias del Mar
- Facultad de Economía y Administración
- Facultad de Humanidades
- Facultad de Ingeniería y Ciencias Geológicas
- Facultad de Medicina
- Facultad de Ciencias Jurídicas

### Departamentos
- Departamento de Acuicultura.
  - Ingeniería en Acuicultura
  - Magíster en Acuicultura
  - Doctorado en Acuicultura
- Departamento de Biología Marina.
  - Biología Marina
  - Magíster en Ciencias del Mar. Mención Recursos Costeros
- Departamento de Física.
  - Licenciatura en Física con Mención en Astronomía
  - Magíster en Ciencias con Mención en Física
  - Doctorado en Ciencias con Mención en Física
- Departamento de Matemáticas.
  - Licenciatura en Matemática
  - Pedagogía en Matemática y Computación
  - Magíster en Ciencias Mención Matemática
  - Doctorado en Ciencias. Mención Matemática
- Departamento de Ciencias Químicas
  - Analista Químico
  - Licenciatura en Química
  - Química Ambiental - Química en Metalurgia Extractiva
- Departamento de Ciencias Químicas y Farmacéuticas.
  - Química y Farmacia
- Departamento de Ciencias Geológicas.
  - Geología
  - Magíster en Geología Económica. Mención Exploración
  - Doctorado en Ciencias. Mención Geología
- Departamento de Gestión de la Construcción
  - Ingeniería en Construcción
  - Ingeniería en Prevención de Riesgos y Medioambiente
  - Ingeniería Civil en Gestión de la Construcción
  - Magíster en Gestión Integral de Proyectos - MEGIP
- Departamento de Economía
  - Magíster en Ciencia Regional
  - Ingeniería en Sistemas de Información Empresarial y Control de Gestión
- Departamento de Estudios Humanísticos.
- Departamento de Ingeniería Civil.
  - Ingeniería Civil
- Departamento de Ingeniería Metalúrgica y Minas.
  - Ingeniería Ejecución Metalúrgica
  - Ingeniería Civil Metalúrgica
  - Ingeniería Civil de Minas
- Departamento de Ciencias Empresariales.
- Departamento de Ingeniería de Sistemas.
  - Ingeniería Civil en Computación e Informática
  - Ingeniería Ejecución en Computación e Informática
- Departamento de Ingeniería Industrial
  - Ingeniería Civil Industrial.
  - Magíster en Ingeniería Industrial.
  - Magíster en Ciencias de la Ingeniería Industrial.
  - Doctorado en Ingeniería Industrial.
- Departamento de Ingeniería Química.
  - Ingeniería Civil Química
  - Ingeniería Ejecución en Procesos Químicos
  - Ingeniería Civil Ambiental
- Departamento de Teología de Antofagasta.
- Departamento de Teología de Coquimbo.
- Departamento de Clínicas
  - Sede Hospital San Pablo de Coquimbo
  - Sede La Serena: Frente al Hospital San Juan de Dios de La Serena

### Escuelas
- Escuela de Arquitectura
- Escuela de Ciencias Empresariales
- Escuela de Inglés
- Escuela de Ingeniería

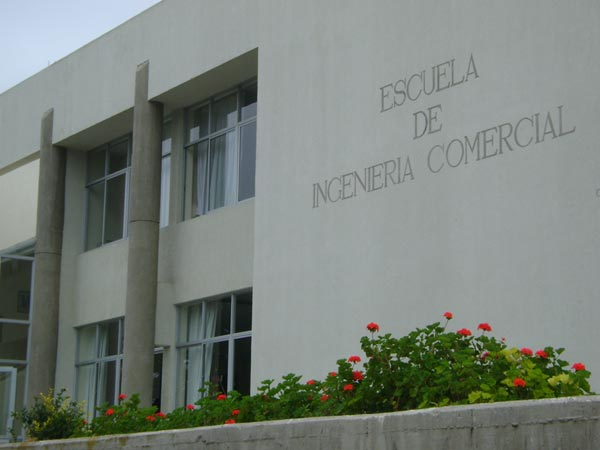
Escuela de Ciencias Empresariales.

  - Doctorado en Sistemas de Ingeniería
  - Magíster en Gestión de Información y Tecnologías
  - Ingeniería Civil Industrial
  - Ingeniería Civil en Computación e Informática
  - Ingeniería en Tecnologías de Información
- Escuela de Negocios Mineros
- Escuela de Periodismo de Antofagasta
- Escuela de Prevención de Riegos y Medio Ambiente
- Escuela de Psicología de Antofagasta
  - Magíster en Psicología Clínica
  - Magíster en Psicología Social
  - Doctorado en Psicología

### Institutos de investigación
- Instituto de Astronomía de Sierra Vicuña Mackenna. (IA)
- Instituto de Economía Aplicada Regional. (IDEAR)
- Instituto de Investigaciones Arqueológicas de San Pedro de Atacama.

### Centros
- Centro de Biomedicina del Norte (CBN-CHILE)
- Centro de Biotecnología Profesor Alberto Ruíz.
- Centro de Capacitación y Desarrollo Empresarial. (CADEM)
- Centro de Educación a Distancia. (CED)
- Centro de Estudios Avanzados en Zonas Áridas. (CEAZA)
- Centro de Innovación Metodológica y Tecnológica. (CIMET)
- Centro de Investigación Científico Tecnológico para la Minería. (CICITEM)
- Centro de Investigación en Gestión de Tecnología para la Empresa. (CIGTE)
- Centro de Investigación Tecnológica del Agua en el Desierto. (CEITSAZA)
- Centro de Investigación y Desarrollo de Talentos Académicos (DeLTA UCN)
- Centro de Mejoramiento Integral de la Construcción. (CEMIC)
- Observatorio Regional de Desarrollo Humano, Macro Zona Norte. (ORDHUM)
- Centro de Intervención y Asesoría Psicosocial. (CIAP)
- UQ-UCN English Language Institute, en alianza con la Universidad de Queensland. (UQ-UCN ELI)

### Parque Científico y Tecnológico
El Parque Científico y Tecnológico de la Región de Antofagasta (PC&T-RA) se encuentra ubicado en el campus y alrededores de la Casa Central de la universidad en Antofagasta, este comprende diversos centros tecnológicos tanto nacionales como extranjeros, siendo sus principales objetivos el fomento a la investigación, el traspaso de tecnología y la prestación de servicios científicos y tecnológicos. La implementación del parque considera tres etapas, la primera etapa ya se encuentra ejecutada y consta del Centro de Educación y Capacitación (Ceduc UCN) y el Centro de Mineralogía, la segunda etapa contempla un Centro de Experimentación y Pilotaje, y la tercera etapa, diversos laboratorios relacionados con la Astronomía, un centro de Energías Renovables No Convencionales (ERNC), un centro de Bioinnovación y un Centro de Ingeniería y Tecnología de los Materiales.

## Programas educacionales
Actualmente ofrece 48 carreras de pregrado, 23 programas de magíster, 5 de doctorado y 27 programas de diplomados y postítulos con una amplia oferta de programas de educación continua para el reciclaje y perfeccionamiento de profesionales. Los diplomados y postítulos también se ofrecen en la modalidad de educación a distancia y algunos en modalidad de educación en línea.
Adicionalmente, la secretaría de trabajos comunitarios de la Federación de Estudiantes de la Universidad creó en 2010 el PRE UCN, preuniversitario gratuito y destinado a los estudiantes pertenecientes a familias de escasos recursos.

## Afiliaciones

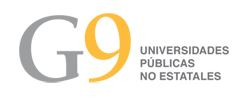
Red Universitaria G9.

- Asociación Panamericana de Instituciones de Crédito Educativo (APICE)
- Consejo de Rectores de la Universidades Chilenas (CRUCH)
- Consejo de Rectores por la Integración de la Subregión Centro Oeste de Sudamérica (CRISCOS)
- Consorcio Claroline (Miembro Fundador)
- Corporación Red Universitaria Nacional (REUNA)
- Federación Internacional de Universidades Católicas (FIUC)
- Global University Network for Innovation (GUNI)
- Organización de Universidades Católicas de América Latina (ODUCAL)
- Organización Universitaria Interamericana (OUI)
- Red de Universidades Europeas y Latinoamericanas (COLUMBUS)
- Red Universitaria G9 (G9)

## Egresados destacados

#### Política
- Paulina Núñez
- Karen Rojo
- Alejandro Guillier
- Aurora Williams
- Sergio Gahona
- Gerardo Espíndola
- Manuel Rojas Molina
- Viviana Ireland
- Catalina Pérez Salinas
- Daniella Cicardini
- Carlos Cantero
- Orlando Vargas
- Jorge Contador Araya
- Danisa Astudillo Peiretti
- Marco Sulantay Olivares
- Félix Galleguillos Aymani
- Daniel Bravo Silva

Arqueología
- Consuelo Valdés

#### Arquitectura
- Rodrigo Loyola Morenilla

#### Ciencias
- Francisco Pozo

#### Literatura
- Silviana González Riqueros

#### Periodismo
- Fernando Vega López
- Rubén Adrián Valenzuela
- Michael Müller Salomón
- Margarita Pastene Valladares

### Estudiantiles
- Federación de Estudiantes de la Universidad Católica del Norte
- Historia e Indicadores de la Universidad Católica del Norte

- Datos: Q3244385
- Multimedia: Universidad Católica del Norte, Chile / Q3244385